# Corozal (Puerto Rico)
Corozal ist eine Stadt in Puerto Rico und bildet gleichzeitig eine der 78 Gemeinden Puerto Ricos. Die Stadt liegt zentral innerhalb des Außengebietes der Vereinigten Staaten. In Corozal leben 32.320 Einwohner (Schätzung 2018).